# Kranebitter Innau
Die Kranebitter Innau ist neben der Völser Innau eines der letzten größeren naturnahen Auwaldgebiete im Inntal. Aufgrund ihrer artenreichen Vogelwelt sind 18 Hektar als Sonderschutzgebiet mit Betretungsverbot ausgewiesen.

## Lage
Die Kranebitter Innauen liegen in den Gemeindegebieten von Innsbruck und Zirl. Sie erstrecken sich über eine Länge von zwei Kilometern entlang des nördlichen Innufers vom Kranebitter Bach im Stadtteil Kranebitten bis zum Parkplatz des Naherholungsgebiets „Hawaii“. Große Teile des Vegetations- und Uferbereichs bis zur Gemeindegrenze von Innsbruck sind als Sonderschutzzone ausgewiesen. Auf der gegenüberliegenden Flussseite befindet sich die Völser Au, die als Geschützter Landschaftsteil ebenfalls unter Schutz gestellt wurde.

## Flora und Fauna
Durch Erhebungen konnten über 90 Vogelarten im Bereich der Völser und Kranebitter Innauen nachgewiesen werden. 18 davon stehen auf der Österreichischen Roten Liste, 29 auf der Tiroler Roten Liste gefährdeter Vogelarten. Die Innauen sind ein wichtiger Rastplatz und Nahrungsraum für viele durchziehende Kleinvögel und Brutvögel der Umgebung, die Kiesbänke, Ufer, Auen bzw. den Luftraum über dem Auengebiet in großer Dichte nutzen.
Der Bereich der Völser und Kranebitter Innauen wird von Fachleuten sowohl im regionalen als auch im überregionalen Kontext als überdurchschnittlich artenreich eingestuft.
Besonders hervorzuheben sind die Brutvorkommen gefährdeter Arten wie Kleinspecht, Wendehals und Gelbspötter, sowie die hohen Bestandsdichten von Mönchsgrasmücke, Zilpzalp, Rotkehlchen, Zaunkönig und Fünfmeise. In den Kranebitter Innauen sind somit sowohl Vogelarten der Auen, Laubmischwälder als auch der Nadelwälder in guten Beständen vertreten.
Durch die Eintiefung des Inns und den Rückgang periodischer Überschwemmungen haben sich vermehrt Harthölzer wie Ulmen, Kiefern, Fichten und hochstämmige Weiden angesiedelt. Der Ansiedlung von nicht heimischen Pflanzen wie Springkraut und Sommerflieder wird regelmäßig entgegengewirkt, um die ursprüngliche Artenvielfalt zu erhalten.

## Entstehung des Schutzgebietes

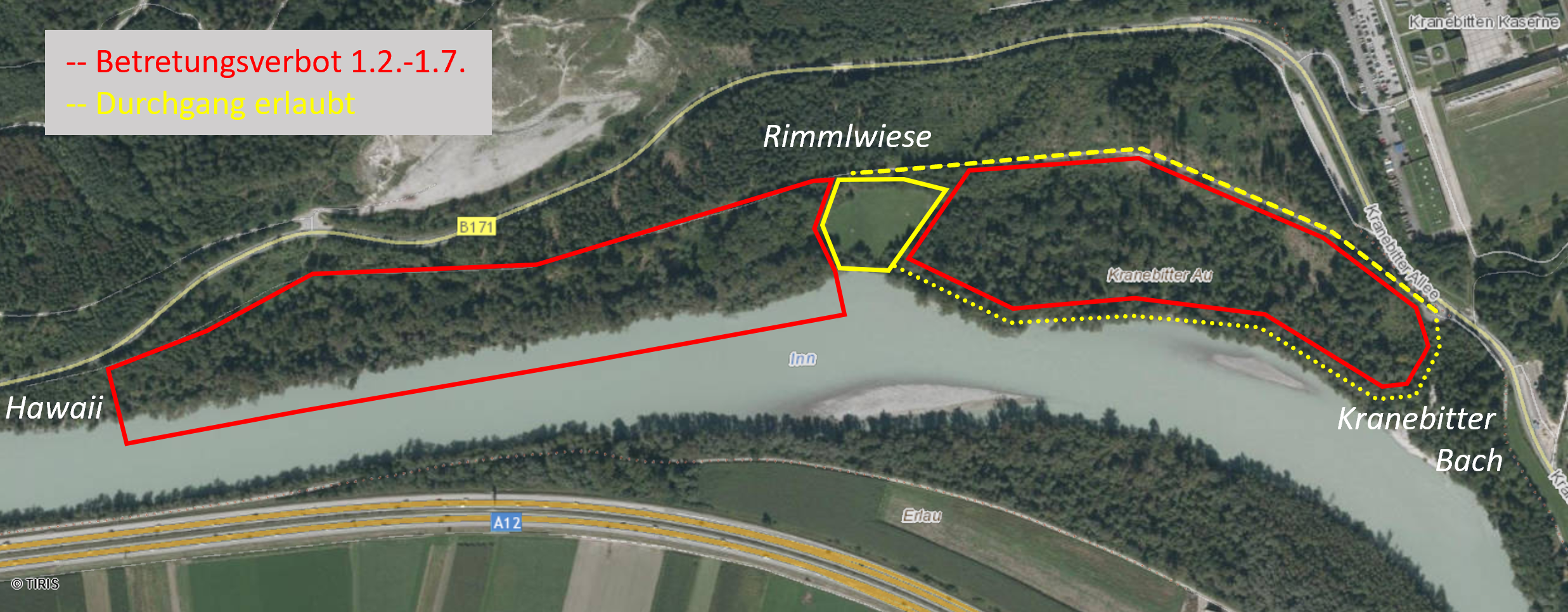
Betretungsverbot vom 1. Februar bis 1. Juli

Im Jahr 1988 wurde die Kranebitter Innau als Naturschutzgebiet erstmals unter Schutz gestellt. Dieser hohe Schutzstatus wurde 1993 aufgelöst, woraufhin das Gebiet als „Geschützter Landschaftsteil mit Betretungsverbot“ ausgewiesen wurde. Aufgrund anhaltender Konflikte wurde die Kranebitter Innau im Jahr 2005 von der Tiroler Landesregierung zum „Sonderschutzgebiet“ deklariert, mit teilweisem Betretungsverbot vom 1. Februar bis 1. Juli zum Schutz der Vogelwelt.
Koordinaten: 47° 15′ 59″ N, 11° 18′ 58″ O